# Seznam představitelů Ukrajiny
Seznam představitelů Ukrajiny představuje chronologický přehled osob působících v nejvyšší funkci Ukrajiny, kterou je dnes prezident.

## Chronologický přehled představitelů v letech 1917–1921
| Portrét              | Jméno (narození–úmrtí)           | Nástup do úřadu   | Opuštění úřadu    | Funkce                        |
| -------------------- | -------------------------------- | ----------------- | ----------------- | ----------------------------- |
| Mychajlo Hruševskyj  | Mychajlo Hruševskyj (1866–1934)  | 4. března 1917    | 29. dubna 1918    | Prezident                     |
| Pavlo Skoropadskyj   | Pavlo Skoropadskyj (1873–1945)   | 29. dubna 1918    | 14. prosince 1918 | Hejtman (předseda vlády)      |
| Volodymyr Vynnyčenko | Volodymyr Vynnyčenko (1880–1951) | 14. prosince 1918 | 11. února 1919    | Premier (předseda Direktoria) |
| Symon Petljura       | Symon Petljura (1879–1926)       | 11. února 1919    | 7. května 1921    | Premier (předseda Direktoria) |

## Chronologický přehled sovětských představitelů v letech 1918/1921–1991
Ukrajinská sovětská socialistická republika se 30. prosince 1922 stala součástí SSSR.
| Portrét            | Jméno (narození–úmrtí)         | Nástup do úřadu    | Opuštění úřadu     | Funkce                                                                   |
| ------------------ | ------------------------------ | ------------------ | ------------------ | ------------------------------------------------------------------------ |
|                    | Juchim Medvěděv (1886–1938)    | 25. prosince 1917  | 18. března 1918    | Předseda ústředního výkonného výboru                                     |
| Volodymyr Zatonsky | Volodymyr Zatonsky (1888–1938) | 18. března 1918    | 18. dubna 1918     | Předseda ústředního výkonného výboru                                     |
|                    | ???                            | 18. dubna 1918     | 28. listopadu 1918 | Ukrajinský úřad pro řízení partyzánského odboje proti německým okupantům |
|                    | ???                            | 28. listopadu 1918 | 10. března 1919    | Předseda Dočasné dělnicko-rolnické vlády Ukrajiny                        |
| Gregorij Petrovski | Gregorij Petrovski (1878–1958) | 10. března 1919    | březen 1938        | Předseda ústředního výkonného výboru                                     |
|                    | Leonid Kornijec (1901–1961)    | březen 1938        | 25. červenec 1938  | Předseda ústředního výkonného výboru                                     |
| Michal Burmistenko | Michal Burmistenko (1902–1941) | 25. července 1938  | 27. července 1938  |                                                                          |
|                    | Leonid Kornijec (1901–1961)    | 27. července 1938  | 28. července 1939  | Předseda předsednictva parlamentu Ukrajiny                               |
|                    | Michajlo Grečucha (1902–1976)  | 28. července 1939  | 18. ledna 1954     | Předseda předsednictva parlamentu Ukrajiny                               |
|                    | Demjan Korotčenko (1894–1969)  | 18. ledna 1954     | 7. dubna 1969      | Předseda předsednictva parlamentu Ukrajiny                               |
|                    | Aleksandr Ljaško (1915–2002)   | 7. dubna 1969      | 8. června 1972     | Předseda předsednictva parlamentu Ukrajiny                               |
|                    | Ivan Grušeckij (1904–1982)     | 8. června 1972     | 24. června 1976    | Předseda předsednictva parlamentu Ukrajiny                               |
|                    | Oleksej Vatčenko (1914–1984)   | 24. června 1976    | 22. listopadu 1984 | Předseda předsednictva parlamentu Ukrajiny                               |
|                    | Valentina Ševčenková (1935– )  | 22. listopadu 1984 | 4. června 1990     | Předseda předsednictva parlamentu Ukrajiny                               |
|                    | Vladimir Ivaško (1932–1994)    | 4. června 1990     | 9. července 1990   | Předseda nejvyšší rady USSR                                              |
| Ivan Plušč         | Ivan Pljušč (1941– )           | 9. července 1990   | 23. července 1990  | Předseda nejvyšší rady USSR                                              |
| Leonid Kravčuk     | Leonid Kravčuk (1934–2022)     | 23. července 1990  | 5. prosince 1991   | Předseda nejvyšší rady USSR                                              |

## Chronologický přehled prezidentů od roku 1991
| Pořadí | Portrét            | Jméno (narození–úmrtí)                | Nástup do úřadu   | Opuštění úřadu    |
| ------ | ------------------ | ------------------------------------- | ----------------- | ----------------- |
| 1.     | Leonid Kravčuk     | Leonid Kravčuk (1934–2022)            | 5. prosince 1991  | 19. července 1994 |
| 2.     | Leonid Kučma       | Leonid Kučma (1938–)                  | 19. července 1994 | 23. ledna 2005    |
| 3.     | Viktor Juščenko    | Viktor Juščenko (1954–)               | 23. ledna 2005    | 25. února 2010    |
| 4.     | Viktor Janukovyč   | Viktor Janukovyč (1950–)              | 25. února 2010    | 22. února 2014    |
| –      | Oleksandr Turčynov | Oleksandr Turčynov prozatímní (1964–) | 22. února 2014    | 29. března 2014   |
| 5.     | Petro Porošenko    | Petro Porošenko (1965–)               | 29. března 2014   | 20. května 2019   |
| 6.     | Volodymyr Zelensky | Volodymyr Zelenskyj (1978–)           | 20. května 2019   | úřadující         |